# Santiago Roncagliolo

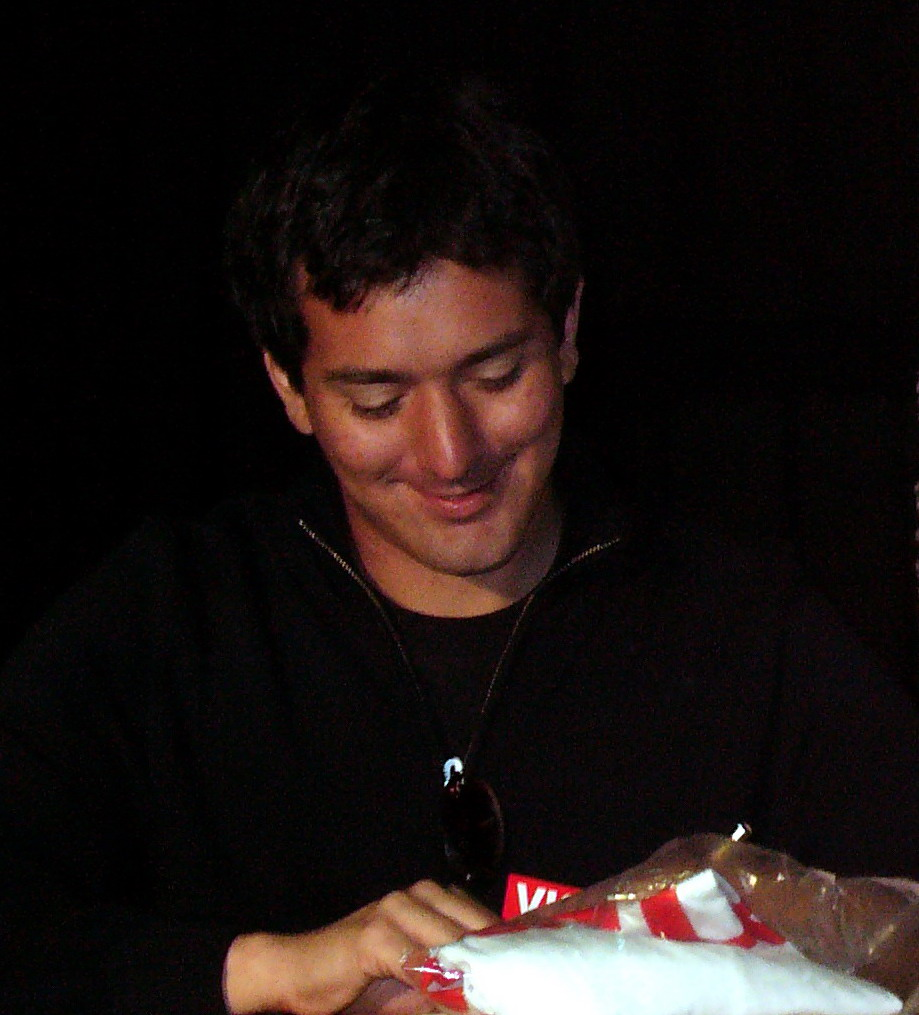
Santiago Roncagliolo

Santiago Rafael Roncagliolo Lohmann (ur. 1975 w Limie) – peruwiański pisarz.
Od 2000 mieszka w Hiszpanii. Pracował jako dziennikarz (publikuje m.in. w El País), był autorem scenariuszy (także oper mydlanych). Jest autorem książek dla dzieci, sztuk teatralnych, powieści, zbiorów esei i opowiadań.

## Tłumaczenia literackie
Jest także tłumaczem literatury francuskiej na hiszpański. Jean Genet i André Gide to niektórzy z przetłumaczonych przez niego autorów.

### Polskie przekłady
W Polsce wydano cztery powieści Roncagliolo. 
- Wstyd (Pudor 2007) - zjadliwy portret współczesnej peruwiańskiej rodziny, zekranizowana w 2007.
- Czerwony kwiecień (Abril rojo 2006) - akcja rozgrywa się w mieście Ayacucho wiosną 2000 roku. Miejscowa policja prowadzi śledztwo w sprawie serii morderstw, poszlaki wskazują na działalność niedobitków Świetlistego Szlaku. Książka została nagrodzona Premio Alfaguara.
- Noc szpilek (La noche de los alfileres), tłum. Tomasz Pindel, Wydawnictwo ArtRage 2024, ISBN 978-83-67515-54-2
- Rok, w którym narodził się diabeł (Año en que nació el demonio), tłum. Tomasz Pindel, Wydawnictwo ArtRage 2025, ISBN 978-83-68191-40-0